# راعي (أبرشية)

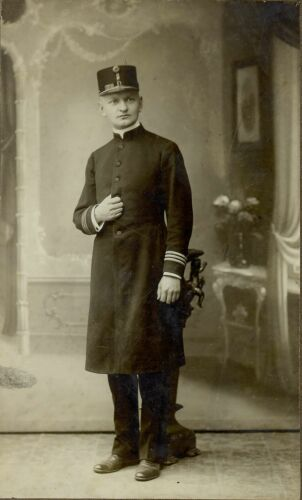
إيزيدور كانكار بصفته أمينًا للحرب

الرَّاعي أو راعي الأبرشية هو الشخص الذي يُستثمَر في رعاية أو علاج أرواح الرعية. في هذا المعنى ، تعني كلمة الراعي كاهن الرعية. ولكن يُستخدم مصطلح الراعي في البلدان الناطقة باللغة الإنجليزية بشكل شائع لوصف رجال الدين الذين يساعدون كاهن الرعية، أو مُساعد الخوري.